# Олександрівський мис
44°37′1″ пн. ш. 33°30′38″ сх. д. / 44.61694° пн. ш. 33.51056° сх. д.
Олександрівський мис (крим. Oleksandrivskıy) — мис у Севастополі, перший на схід від південного захисного молу Севастопольської бухти.

## Назва
Топонім походить від Олександрівської казематної батареї, яка була побудована на мисі у 1845 році за проектом інженер-полковника К. І. Бюрно на місці земляний батареї, спорудженої у червні 1778 року.

## Географія
Олександрівський мис замикає Севастопольську бухту з півдня, з боку відкритого моря. Мис відокремлює Олександрівську бухту від Мартинової бухти. До спорудження огороджувальних молів Олександрівський мис був південним вхідним молом Севастопольської бухти.
Зі східного боку мису знаходиться 57-й яхт-клуб Чорноморського флоту Росії, найстаріший яхт-клуб Севастополя, заснований у 1809 році.